# Mones Quintela
Mones Quintela ist eine Ortschaft im Norden Uruguays. 

## Geographie
Sie liegt im westlichen Teil des Departamento Artigas in dessen 7. Sektor am Ufer des Río Uruguay. Nördlich der Ortschaft mündet der Arroyo Itacumbú. Wenige Kilometer flussaufwärts befinden sich Calnú und Bella Unión. Im Südosten sind Cainsa und Tomás Gomensoro gelegen.

## Einwohner
Mones Quintela hat 531 Einwohner, davon 288 Männer und 243 Frauen (Stand: 2011).
| Jahr | Einwohner |
| ---- | --------- |
| 1963 | -         |
| 1975 | -         |
| 1985 | -         |
| 1996 | 616       |
| 2004 | 601       |
| 2011 | 531       |

Quelle: Instituto Nacional de Estadística de Uruguay

## Söhne und Töchter des Ortes
- Hugo Souza (* 1985), Fußballspieler